# Endodothella litseae
Endodothella litseae är en svampart som beskrevs av Racib. 1915. Endodothella litseae ingår i släktet Endodothella och familjen Phyllachoraceae.   Inga underarter finns listade i Catalogue of Life.